# Układ przestrzenny dzielnicy Eixample
Zasugerowano, aby zintegrować ten artykuł z artykułem Eixample. Nie opisano powodu propozycji integracji.

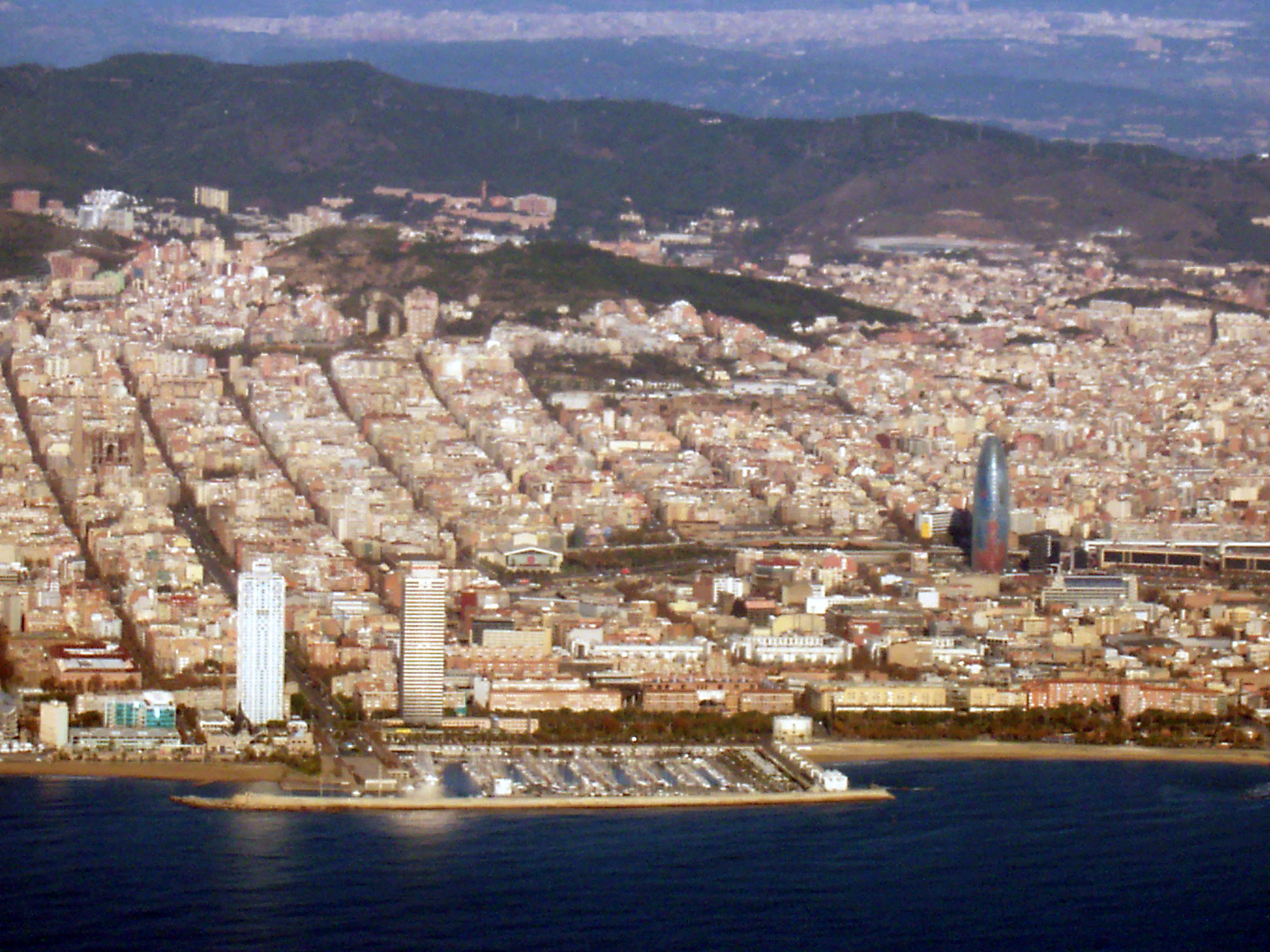
Panorama Barcelony

Układ przestrzenny dzielnicy Eixample - geometryczny układ urbanistyczny barcelońskiej dzielnicy Eixample.

## Rys historyczny
Między 1854 a 1856 rokiem rozebrano mury wokół najstarszej części Barcelony. Miasto potrzebowało nowych terenów, ze względu na rozwój przemysłu i wzrost liczby ludności. Początkowo władze odrzuciły pierwszy projekt dzielnicy, którego autorem był Ildefons Cerdà. Plan Cerdy w założeniach zawierał plan miasta-ogrodu, z dużymi, wolnymi przestrzeniami, oraz trzypiętrowe budynki oddzielone od siebie szerokimi ulicami. W dzielnicy miały być niewidoczne podziały między klasami społecznymi. Te i inne okoliczności wywołały protesty burżuazji i z tego powodu władze cofnęły swą decyzję o realizacji planu Cerdy. W 1859 roku ogłoszono konkurs urbanistyczny, na zagospodarowanie terenu nowej dzielnicy, którego zwycięzcami byli Rovira i Trias. Niespodziewanie, kilka miesięcy po przyjęciu planu Roviry i Triasa, dekretem królewskim została nałożona decyzja o realizacji planu Cerdy, który w późniejszym czasie został zmodyfikowany.

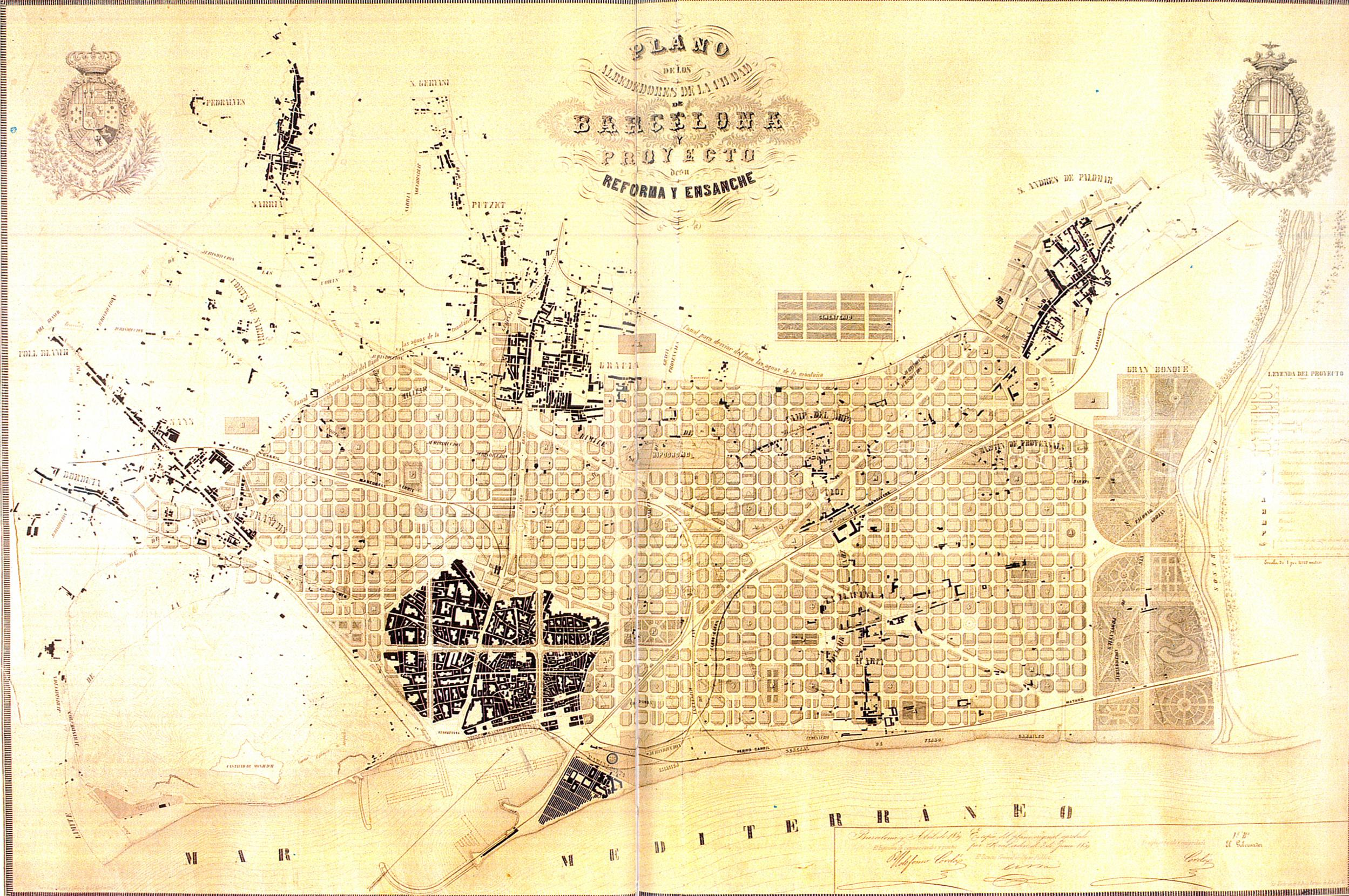
Oryginalny plan budowy Eixample z 1859

## Założenia planu Cerdy
W projekcie architekt wziął pod uwagę komfort przyszłych mieszkańców, uwzględniając potrzeby zarówno ich zdrowia fizycznego jak i psychicznego. Odseparowane od siebie budynki, oraz ich wysokość nie większa niż szerokość ulic między kamienicami, to główne założenia planu Cerdy.  Tłumaczenie architekta opierało się na tym, że konieczne jest, aby promienie słoneczne docierały do każdego miejsca. Szerokość ulic miała wynosić 20 metrów  natomiast wysokość budynków w założeniach nie powinna przekraczać 16 metrów. Cechy wyróżniające budynki w dzielnicy Eixample to:
- regularne, geometryczne  rozmieszczenie,
- szerokość budynku: 14 metrów,
- okna wychodzące zarówno na zewnątrz jak i na podwórze; takie rozwiązanie miało zapewnić  właściwą wentylację oraz nasłonecznienie mieszkań,
- kamienice ulokowane w kształt kwadratów; takie ulokowanie obiektów tworzy odseparowane od ulic podwórze, które miało stać się bezpiecznym miejscem zabaw dla dzieci, oraz miejscem odpoczynku dla mieszkańców.

Geometria dzielnicy Eixample

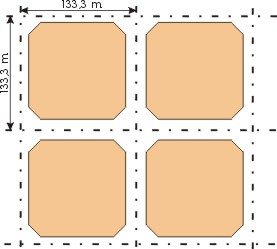
Model ustawienia ulic i domów w Eixample

Na dzielnicę składa się system kwadratów o bokach 133,3 metra. Każdy wierzchołek kwadratu jest ścięty pod kątem, tworząc linię o długości 15 metrów. Powierzchnia powstałej w ten sposób jednostki to 1,24 ha. Ulice mają zazwyczaj 20 metrów szerokości: 10 metrów przeznaczonych jest na jezdnię, a po 5 metrów obustronnie na chodniki oraz zieleń. W niektórych przypadkach regularność poszczególnych kwadratów została zaburzona ze względu na konieczność utworzenia szerszych arterii komunikacyjnych takich jak Gran Vía de las Cortes Catalanas oraz Calle Aragón. Na rzecz poszerzenia ulic zostały pomniejszone kwadraty pod zabudowę. Regularność układu urbanistycznego Eixample zaburzają ukośne drogi takie jak Avinguda Diagonal.